# Lymphoepitheliales Organ
Ein Lymphoepitheliales Organ ist ein Organ des lymphatischen Systems, dessen Grundgerüst von einem Epithel gebildet wird. Zu den lymphoepithelialen Organen gehören die Tonsillen des Waldeyer-Rachenrings (Tonsilla pharyngea, Tonsilla palatina, Tonsilla lingualis, Tonsilla tubaria), der Thymus und die Bursa Fabricii. In den anderen lymphatischen Organen wird das Grundgerüst dagegen von einem retikulären Bindegewebe (lymphoretikuläres Organ) gebildet.
In den Tonsillen sammelt sich das lymphatische Gewebe direkt unter den Einsenkungen (Krypten) des Epithels an. Mit dem Übertritt von Lymphozyten (Leukodiapedese) kommt es zu einer Auflockerung des Epithels, das bei massiver Diapedese schon fast ein retikuläres Aussehen annimmt („Entdifferenzierung“).
Der Thymus unterscheidet sich von den anderen lymphoepithelialen Organen dadurch, dass bei der Organogenese sich das entodermale Epithel des Kiemendarms ablöst und verlagert. Dabei löst sich der Epithelverband auf und es entsteht ein „epitheliales Retikulum“. Zudem besitzt der Thymus eine Organkapsel.